# Oleg Boudnitski
Oleg Boudnitski (en russe : Оле́г Вита́льевич Будни́цкий) (né le 27 mai 1954) est un historien russe, docteur en histoire, spécialiste de l'histoire russe du XIXe siècle et du début du XXe siècle.

## Biographie
En 1976, Oleg Boudnitski termina ses études de pédagogie à Rostov-sur-le-Don avec une spécialisation en histoire. En 1988, il défendit sa thèse à l'Académie des sciences de Russie section d'histoire en spécialisation «Historiographie, chronologie et méthodes des recherches historiques». En 1989 , il présenta une seconde thèse auprès de ce même "Institut d'histoire" sur le sujet : „Narodnaïa Volia (XIXe siècle)“. En 1998, sa thèse finale de doctorat portait sur le «Terrorisme dans le mouvement russe de libération : idéologie, éthique, psychologie (première moitié du XIXe siècle et début du XXe siècle».
Oleg Boudnitski est actuellement chercheur au sein de l'Institut d'histoire de l'Académie des sciences de Russie et professeur à l'École des hautes études en sciences économiques.
Il est également directeur académique du "Centre international d'histoire et de sociologie de la Seconde Guerre mondiale" ; directeur du "Centre international pour la Russie et les Juifs d'Europe de l'Est" ; directeur en chef de la revue annuelle « Archives de l'histoire juive» (depuis 2004) ; rédacteur (ensemble avec le professeur Terens Emmons de 
l'Université Stanford) de la série «Trésors russes de la Tour Hoover» édités par 
l'"Encyclopédie russe de politique" (ROSSPEN ; en cyrillique : РОССПЭН) et la "Hoover Institution"; collaborateur à la rédaction des revues : «Histoire de la Russie», «Kritika: Explorations in Russian and Eurasian History», «East European Jewish Affairs», «Jews in Russia and Eastern Europe».
Il est l'auteur de nombreux ouvrages scientifiques et de vulgarisation, (plus de 150 articles), il participe à de nombreuses émissions de radio et télévision.
Oleg Boudnitski se consacre notamment à l'étude des pogroms des guerres civiles russes qui font l'objet d'un regain d'intérêt de la part des historiens russes .  

### Monographies
- (ru)Терроризм в российском освободительном движении: идеология, этика, психология (вторая половина XIX — начало XX в.). — М.: РОССПЭН, 2000.( Terrorisme et mouvements de libération en Russie)
- (ru)Российские евреи между красными и белыми (1917—1920). — М.: РОССПЭН, 2005.(Les Juifs russes entre les rouges et les blancs)
- (ru)Деньги русской эмиграции: Колчаковское золото. 1918—1957. — М.: (Новое литературное обозрение (издательство)|Новое литературное обозрение), 2008.(L'argent de l'émigration)
- (ru)Русско-еврейский Берлин (1920—1941). — М.: Новое литературное обозрение, 2013. (в соавт. с А. Полян)(Berlin russo-juif)

### Articles en russe
- (ru) Еврейская эмиграция из России. 1881—2005. / отв. ред. О. В. Будницкий. М.: РОССПЭН, 2008. 447 с., ил. (28.0 п.л.)(Emigration juive de Russie).
- (ru) История российского зарубежья. Эмиграция из СССР-России. 1941—2001 гг.: Сборник статей. Под ред. Ю. А. Полякова, Г. Я. Тарле, О. В. Будницкого. М.: ИРИ РАН, 2007. 296 с. (18.5 п.л.)(Histoire des frontières russes, émigration)
- (ru) Русско-еврейская культура.(culture russo-juive) / отв. ред. О. В. Будницкий. М.: РОССПЭН, 2006. 495 с.
- (ru) История и культура российского и восточноевропейского еврейства: новые источники, новые подходы.(Histoire et culture des Juifs d'Europe de l'Est) Под ред. О. В. Будницого, К. Ю. Бурмистрова, Каменский, Александр Борисович|А. Б. Каменского, В. В. Мочаловой. М.: Дом еврейской книги, 2004. 424 с.
- (ru) Российский сионизм: история и культура.(Sionisme russe : histoire et culture) Ред. О. В. Будницкий, Р. М. Капланов, А. Е. Локшин, В. В. Мочалова. М.: Дом еврейской книги, 2002. 328 c., ил.

### Articles
- (de) Von Berlin aus gesehen — Die Russische Revolution, die Juden und die Sowjetmacht // Verena Dohrn, Gertrud Pickhan (Hg.), Transit und Transformation. Osteuropдisch-jьdische Migranten in Berlin 1918—1939. Gottingen: Wallstein Verlag, 2010. S. 156—172.
- (en) The Intelligentsia Meets the Enemy: Educated Soviet Officers in Defeated Germany, 1945 // Jews, Pogroms, and the White Movement: A Historiographical Critique // Kritika: Explorations in Russian and Eurasian History 2 (4) (Fall 2001). P.751-772.Vol. 10. n° 3 (Summer 2009). P. 629-82.
- (en) The Reds and the Jews, or the Comrades in Arms of the Military Reporter Liutov // The Enigma of Isaac Babel: Biography, History, Context. Edited by Gregory Freidin. Stanford: Stanford University Press, 2009. P. 65-81.
- (de)"Die Juden und die Tscheka: Mythen, Zahlen, Menschen, " Osteuropa 58, Jr., 8-10 (2008), S. 111—130.
- (en) The Jews and Revolution: Russian Perspectives, 1881—1918 // East European Jewish Affairs. Volumehttp n° 3 (December 2008). P. 321 −334.: //www.informaworld.com/smpp/title~content=t713720502~db=all~tab=issueslist~branches=38 — v3838.
- (en) The «Jewish Battalions» in the Red Army // Revolution, Repression, and Revival: The Soviet Jewish Experience. Lanham, MD: Rowman & Littlefield, 2007. P. 15-35.
- (en) Russian Liberalism in War and Revolution // Kritika: Exploration in Russian and Eurasian History. Winter 2004. Volume 5, Number 1. P.149-168.
- (en) Battling Balfour: «White Diplomacy», the Russian Orthodox Church and the Establishment of a Jewish State in Palestine // East European Jewish Affairs. Vol. 34. n° 1. Summer 2004. P.72-90.
- (en) Boris Bakhmeteff’s Intellectual Legacy in American and Russian Collections // Russian and East European Books and Manuscripts in the United States. New York; London: The Haworth Information Press, 2003. P.5-12.
- (en) Jews, Pogroms, and the White Movement: A Historiographical Critique // Kritika: Explorations in Russian and Eurasian History 2 (4) (Fall 2001). P.751-772.

## Liens
- (ru) Страница на сайте Institut d'histoire russe de l'Académie des sciences de Russie
- (ru) Страница на сайте École des hautes études en sciences économiques